# تبادل الملابس

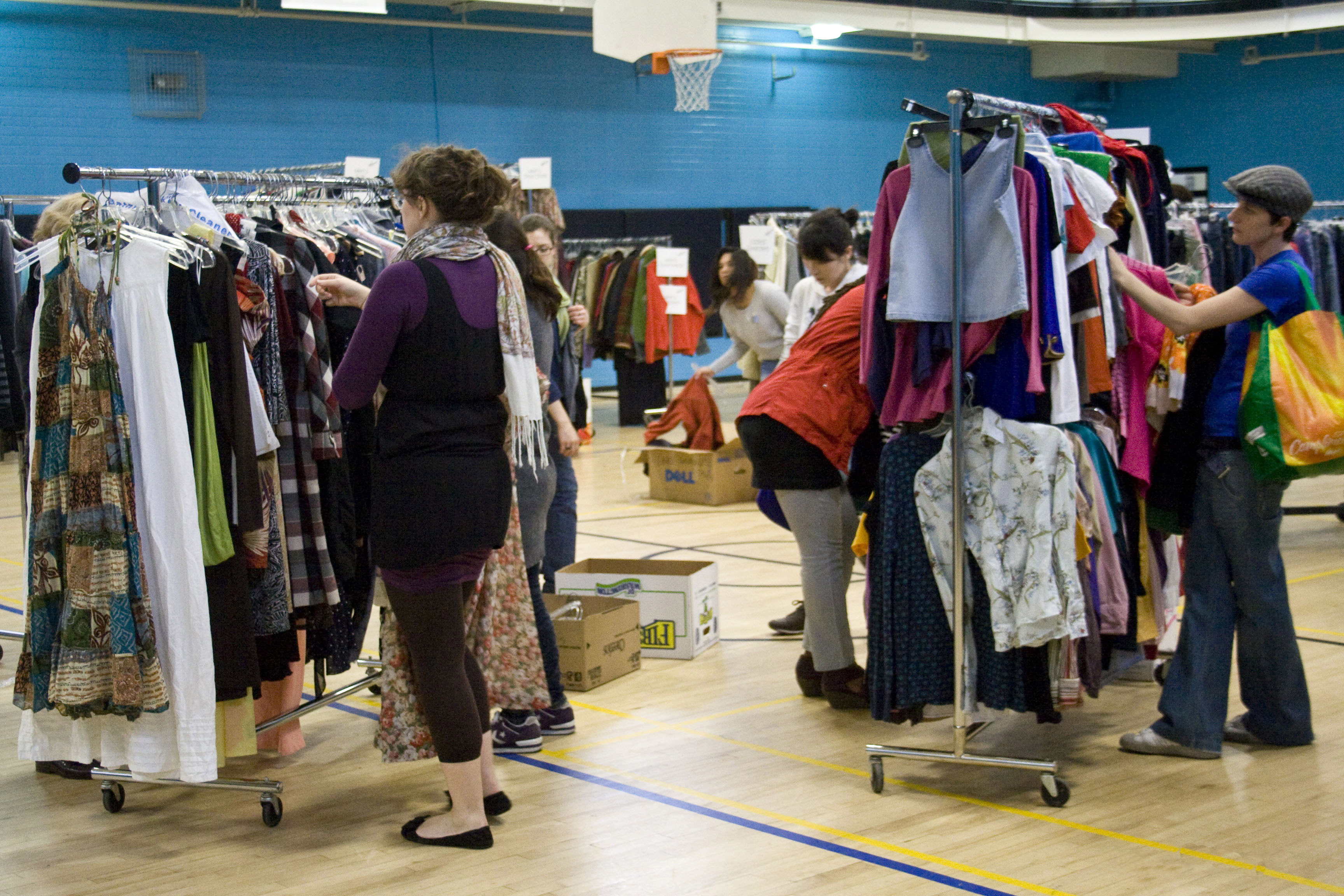
معرض تبادل للملابس في مدينة تورونتو

إن تبادل الملابس هو نوع من لقاءات المقايضة التي يبادل فيها المشاركون ملابسهم الثمينة التي لم يعودوا يرتدونها مقابل ملابس سيستخدمونها بعد ذلك. لا تعد معارض تبادل الملابس فقط طريقة جيدة للتخلص من فوضى خزانات الملابس وإعادة ملئها ولكنها تعتبر أيضًا أحد أعمال المحافظة على البيئة.
وفكرة التبادل ليست جديدة وعلى الرغم من هذا، فإن العديد من الجمعيات والمنظمات الموجودة تقيم معارض تبادل الملابس، بمختلف الأحجام، بهدف جمع المال والملابس لأهداف خيرية.
والجدير بالذكر أن فكرة تبادل الملابس قد نشأت في الولايات المتحدة الأمريكية في أواخر التسعينات من القرن العشرين. وقد استضاف معرض تبادل الملابس في سان فرانسيسكو أكثر من 175 حدثًا لتبادل الملابس على مدار الخمسة عشر عامًا الأخيرة. بدأت مؤسسة هذه المعارض سوزان أجاسي في استضافة معارض تبادل الملابس مع أصدقائها في شقتها عام 1994. وتطورت الأحداث وتتراوح متوسط عدد المبادلات ما بين 150-200.
وفي أستراليا، بدأ تبادل الملابس عام 2004. وتطور كجزء من خطة إحدى رسائل الماجستير في معهد رويال ملبورن للتكنولوجيا بواسطة كيت لاكينز، وتتولى كل من كيت لاكينز وجولييت أنيش حاليًا إدارة معرض تبادل الملابس كمشروع اجتماعي
وهناك منظمة كندية غير هادفة للربح تُسمى فريق اس دبليو ايه بي تتولى تنظيم معارض كبيرة لتبادل الملابس ويشاركها في هذا العمل مؤسسات خيرية تتسلم الملابس الباقية في نهاية التبادل.
وقد لاقت معارض التبادل على الإنترنت رواجًا هائلاً في ظل انتشار المواقع الإلكترونية التي تعد بدائل تسوق صديقة للبيئة وموفرة.